# Ільяс Жансугуров
Ільяс Жансугуров (каз. Ільяс Жансугуров.) (1 травня 1894 — 26 лютого 1938) — казахський радянський поет, класик казахської літератури. Перший голова Союзу письменників Казахстану (1934—1936). Член РКП(б) (Російської Комуністичної партії (більшовиків)), комуніст з 1924 року.

## Біографія
Народився 1 травня 1894 року в аулі № 4 Аксуйської у області Копальского повіту Семиріченської області. Походить з племені найман Середнього жузу.
До 1920 року він жив та ріс в аулі, випасав худобу і займався землеробством. У той час він не міг отримати відповідного рівня освіти, оскільки у його районі були відсутні школи. Завдяки своєму прагненню до знань він віддано займався самоосвітою, тому вмів читати і писати казахською мовою. Люблячи народну словесність, намагався опанувати її, і став хорошим оповідачем казахських епосів та народних поем. Уже в 1916 році познайомився з творами Абая, Шангірея, Байтурсунова, Булатова, Карашева, Худайбердиєва і прочитав усі видання «Улен Китаб» казахської літератури.
Ільяс — поет, драматург, прозаїк, фельєтоніст, сатирик, журналіст, перекладач.
Після закінчення короткострокових вчительських курсів у Ташкенті (1920) працював учителем, був співробітником газети «Тілші» («Кореспондент»; нині «Жетису»).
З 1922 завідував інститутом просвіти у Вірному (Алмати).
У 1925—1928 роках навчався у Комуністичному інституті журналістики у Москві.
У 1928—1932 роках — працює в газеті «Еңбекші қазақ» (нині «Егемен Қазақстан»).
У 1932—1934 роках — голова організаційної комісії 1-й голова Союзу письменників Казахстану. Учасник Першого з'їзду радянських письменників (1934).
З 1934 року — редактор Казполітвидаву, одночасно є членом ЦВК КазАСРР.
У 1937 арештований за політичним звинуваченням. Розстріляний 26 лютого 1938 року за вироком «трійки», реабілітований посмертно у 1957.

## Літературна спадщина
Почав писати у 1912 році. Перші вірші «Сарыарқа» («Сариарка») і «Тілек» («Побажання») були надруковані у журналі «Сарыарқа» у 1917 році.
Твори «Байшұбар» («Байшубар», 1923), «Балаларға тарту» («Дарунок дітям», 1926) сильно повпливали на естетичне виховання підлітків. У 1928 році була видана перша збірка творів «Сағанақ» («Саганак»). Поемами «Күй» («Кюй», 1929), «Күйші» («Кюйші», 1934) показав себе знавцем казахської музики.
Поема «Құлагер» («Кулагер», 1937) стала класикою казахської літератури. Привабливі образи героїв, тонкий ліризм, чудові приклади 11-складного казахського вірша — дозволяють назвати «Құлагер» перлиною казахської поезії. Герой поеми — Ахан, співак і поет 19 століття. Жансугуров звертається до одного з найтрагічніших епізодів з життя Ахана, коли зависники погубили його улюбленого інакоходця  — Кулагера, котрий став переможцем байги.
Жансугуров — автор п'єс «Кек» («Помста», 1931), «Турксіб», «Ісатай — Махамбет» (1936).
Його фейлетони і сатиричні оповіді «Сөз Қамысбаевқа!» («Слово Камисбаєву!»), «Ізет» («Честь»), «Шалгибай» та інші були надруковані у збірці «Ізет».
І. Жансугуров брав участь у написанні підручників для шкіл та першого казахського календаря; займався літературною критикою, підготовкою до друку творів казахського фольклору, художнім перекладом. Переклав на казахську мову твори класиків: О. Пушкіна («Євгеній Онєгін», дві поеми та 30 віршів), М. Лермонтова, М. Некрасова, Я. Купали, Д.Бєдного, М. Горького, У. Маяковського, Г. Гейне, В. Гюго, Г. Тукая, А. Лахути. Вніс помітний вклад у розвиток національної поетичної культури, творчо розвинув традиції казахської усної народної творчості, поезії Абая.

## Цікаві факти
- Талди-Курганському педагогічному інституту (нині — Жетисуський університет) за його створення у 1972 році було присвоєно ім'я Ільяса Жансугурова.
- У Талди-Кургані на перетині вулиць Абая і Леніна (нині Тәуелсіздік) у 1985 році був відкритий літературно--меморіальний музей, присвячений життю і творчості поета. Перед входом у музей встановлене погруддя Жансугурова.
- У 1994 році на перетині вулиць Жансугурова і Балапанова у Талдикоргані встановлений пам'ятник Ільясу Жансугурову. Архітектор — Т. Досмагамбетов. У 1995 г. пам'ятник був внесений у розряд пам'ятників республіканського масштабу.[3]
- У 1990 році у Талди-Кургані одна з головних магістралей міста, вулиця Кірова, була перейменована на вулицю Жансугурова.
- У 1990 році у Алма-Аті одна з магістралей міста, вулиця Белінського, була перейменована на вулицю Жансугурова.
- В Астані на вулицю Жансугурова була перейменована одна з вулиць міста — вулиця Училищна.
- У Шимкенті на вулицю Жансугурова була перейменована одна з важливих вулиць міста — вулиця Шаумяна.
- Вулиці Жансугурова є у містах Текелі, Урджар, декількох малих селах Казахстану.
- У 1964 році селище Абакумівка було перейменоване у Джансугуров, пізніше — Жансугуров.
- Гімназія № 130 у м. Алмати названа на честь Ільяса Жансугурова.
- У селищі Жаналик, де були знайдені масові захоронення (розстріли 1938 р.), школа названа іменем Ільяса Жансугурова.
- Відкритий Республіканський фонд Ільяса Жансугурова[4]

- Рукописна версія поеми «Кулагер» була безповоротно загублена під час арешту поета, номери газети «Социалістик Казахстан», де вона друкувалась, були вилучені з бібліотек. Але після реабілітації Жансугурова цю підбірку номерів газети приніс сім'ї Сапаргалі Бегалін, який зберігав її 20 років, зашивши у подушку. Поема була одразу включена до змісту першого однотомника поета, який вже готувався до видання[5].
- Вцілілу під час арешту частину архіву поета, зберіг в аулі родич жінки Ільяса, Усман Жилкибаєв, а іншу частину 43 року ховав слідчий НКВС Голубятников, який дав органам розписку про її знищення. Папери були знайдені у нього вдома, після смерті хазяїна у 1980 році. Серед них знайшли роман «Ак-Білек» арештованого за п'ять років до цього Жусипбека Аймаутова, якого ховав від влади сам Жансугуров.

## Особисте життя
Був одружений 4 рази.
- Перша дружина (1912—1914) — Жаміла, була вдовою його дядька (дочка місцевого бая).[6]
- Друга дружина (1922—1925) — Аманша Берентаєва, померла під час вагітності і з послабленим здоров'ям, оскільки не витримала передпологові перейми. На той момент Жансугуров був на навчанні у Комуністичному інституті журналістики у Москві.
- Третя дружина (1929—1931) — Фатима (Батима) Торебаєва. Діти у шлюбі: син Саят і дочка Сайра. Під час від'їзду Фатими на навчання у Москву, Жансугуров починає стосунки на стороні з дружиною прославленого педагога Биляла Сулеєва — Фатимою Габітовою. У 1931 році Жансугуров розлучився з Фатимою Торебаєвою, а у 1943-му вона померла від туберкульозу.[7]
- Четверта дружина (1932—1938) — Фатима Габітова (нац.[8]татарка). У зв'язку з арештом Биляла Сулеєва вона розлучилась і вийшла заміж за Жансугурова, а після його смерті за Мухтара Ауезова[9].

### Діти у шлюбі з Фатимою Габітовою
- Дочка — Умут Жансугурова (1933), лікар.
- Дочка — Ільфа Жансугурова-Жандосова (1935) — педагог, викладач німецького мови, колишній президент фонду Ільяса Жансугурова
- Син — Булат Ільясович Габітов-Жансугуров (1937—2004) — відомий казахстанський кінодраматург[10][11]

### Всиновлені діти
Ільяс Жансугуров всиновив двох дітей від шлюбу Фатими Габітової з Билялом Сулеєвим:
- Син — Жанибек Сулеєв (1923—1943) — загинув під час Великої Вітчизняної війни під Смоленськом
- Син — Азат Сулеєв (1930—1997) — тюрколог (переклад з казахської на російську)

### Діти у шлюбі з Фатимою Торебаєвою
- Саят Жансугуров (1930) — гірник, кандидат технічних наук.